# Ines Bibernell

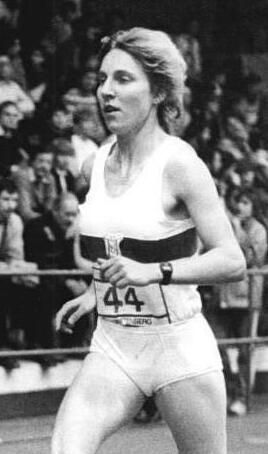
Bibernell 1986 bei den DDR-Hallenmeisterschaften in der Leichtathletik 1986

Ines Bibernell (verheiratete Obst; * 21. Juli 1965 in Querfurt) ist eine ehemalige deutsche Mittel- und Langstreckenläuferin.
Bei den Halleneuropameisterschaften 1986 in Madrid gewann sie über 3000 Meter Gold vor der Britin Yvonne Murray.
1986 war sie DDR-Meisterin über 1500 Meter, 1985 und 1986 über 3000 Meter und 1985 über 10.000 Meter. In der Halle gewann sie über 1500 Meter 1986 den Meistertitel, über 3000 Meter gewann sie von 1985 bis 1987. 
Ines Bibernell startete für den SC Chemie Halle.

## Persönliche Bestleistungen
- 800 m: 2:05,4 min, 9. Juni 1983, Neubrandenburg
- 1500 m: 4:05,64 min, 28. Juni 1985, Potsdam
  - Halle: 4:07,62 min, 16. Februar 1986, Senftenberg (überlange Bahn)
- 2000 m: 5:47,58 min, 22. September 1985, Ost-Berlin
- 3000 m: 8:49,80 min, 27. Juni 1986, Jena
  - Halle: 8:54,52 min, 23. Februar 1986, Madrid
- 5000 m: 15:27,05 min, 3. Juli 1986, Dresden
- 10.000 m: 32:32,28 min, 1. Juni 1986, Erfurt